# Mai 2003

## Jeudi1ermai 2003
- En France :
  - Les défilés syndicaux du 1er mai, avec comme premier mot d'ordre « la défense des retraites », regroupent entre 160 000 et 300 000 personnes.
  - Le défilé annuel politique du Front National en hommage au travail et à Jeanne d'Arc regroupe entre 8 000 et 12 000 personnes. Jean-Marie Le Pen déclare : « Entre le monde islamo-musulman et le monde américano-capitaliste, la France a un rôle à jouer, mais pour cela, il faut qu'elle reprenne conscience d'elle-même. »
- Aux élections régionales et locales britanniques, le Labour du premier ministre Tony Blair subit un revers avec seulement 30 % des voix, 34 % pour les conservateurs et 30 % pour les libéraux.
- Le président George W. Bush, sur le porte-avions nucléaire USS Abraham Lincoln (CVN-72) portant la bannière « Mission accomplie », annonce la fin des « opérations de combats majeures ».
- À Falloujah, près de Bagdad, sept marines sont blessés par deux grenades.
- Séisme de 6,4 dans la province turque de Bingöl au sud-est de l'Anatolie : 180 morts.

## Vendredi2 mai 2003
- Une « charte adriatique » est signée à Tirana, capitale de l'Albanie, entre le secrétaire d'État américain Colin Powell et les représentants de l'Albanie, de la Macédoine et de la Croatie, afin de faciliter l'« intégration euro-atlantique » de ces pays.
- Les gouvernements indien et pakistanais annoncent le rétablissement des relations diplomatiques et des liaisons aériennes. L'échange des ambassadeurs a lieu les 13 et 27 mai.

## Samedi3 mai 2003
- Visite pontificale de Jean-Paul II à Madrid, il rencontre 600 000 jeunes. Le 4, devant un million de fidèles, canonisation de cinq fondateurs d'ordres religieux, dont le père Pedro Poveda, fusillé par les républicains pendant la guerre civile.
- Le secrétaire d'État américain Colin Powell, en visite à Damas, capitale de la Syrie, somme le président Bachar el-Assad de montrer par des actes qu'il a saisi « les nouvelles réalités » du Proche-Orient.

## Dimanche4 mai 2003
- Le recteur de la grande mosquée de Paris devient président du Conseil français du culte musulman.
- La capsule Soyouz ramène deux astronautes américains et un cosmonaute russe de la station spatiale internationale (ISS), dans l'espace depuis le 26 avril.
- Formule 1 : Grand Prix automobile d'Espagne.

## Mardi6 mai 2003
- Le gouvernement américain nomme « envoyé présidentiel pour l'Irak » Paul Bremer, ancien expert du « contre-terrorisme » au département d'État américain. Il arrive le 12 mai à son poste.
- Le gouvernement israélien formule quinze objections à la « feuille de route » du quartet, publiée le 30 avril.

## Jeudi8 mai 2003
- Un avion de type Iliouchine Il-76 a un accident en plein vol au-dessus de la République démocratique du Congo, entre Kinshasa et Lubumbashi : au moins 200 personnes auraient péri, aspirées dans le vide après la rupture d'une porte arrière de l'appareil. Il y aurait une quarantaine de rescapés, mais les chiffres restent mal connus. Les autorités ne semblent pas savoir combien de personnes avaient embarqué à bord de cet appareil.
- Le haut-conseiller du nouveau ministère de la Justice irakien, l'américain Clint Williamson, annonce « l'émergence d'une cour spéciale dans le cadre du système irakien » pour juger 55 personnes du régime déchu.
- Festivités pour la naissance du prince héritier du Maroc Moulay Hassan.

## Vendredi9 mai 2003
- 5e sommet des chefs d'État et de gouvernement du Triangle de Weimar (France, Allemagne, Pologne), à Wrocław en Pologne. Soutien au président Alexandre Kwasniewski et au gouvernement polonais pour la victoire du « oui » au prochain référendum  d'adhésion de la Pologne à l'Union européenne.
- Devant le Conseil de sécurité des Nations unies, les gouvernements américains et britanniques, présentent un projet de résolution prévoyant la levée de toutes les sanctions frappant l'Irak depuis 1990, à l'exception de l'embargo sur les armes.
- Le président George W. Bush présente son plan global pour le Proche-Orient qui prévoit l'établissement dans les dix ans d'une zone de libre-échange entre l'ensemble de la région et les États-Unis.

## Samedi10 mai 2003
- Du 10 au 11 mai, référendum en Lituanie sur l'adhésion à l'Union européenne avec 91,04 % de « oui ».
- Le secrétaire d'État américain Colin Powell, en visite à Tel-Aviv où il rencontre Ariel Sharon. Le 11, en visite à Jéricho en Cisjordanie il rencontre le premier ministre palestinien Mahmoud Abbas. Le 12, alors que l'armée israélienne annonce le bouclage total de la bande de Gaza, il poursuit ses visites en Égypte, puis le 13, en Arabie saoudite.

## Dimanche 11 mai 2003
- En Angleterre, dernier match de Manchester City à Maine Road.

## Lundi12 mai 2003
- En France, dans l'affaire Alègre, le tueur en série Patrice Alègre, condamné en février 2002 à la réclusion criminelle à perpétuité, est soupçonné du meurtre d'une prostituée en 1992. Les enquêteurs le soupçonne d'avoir été protégé par des personnalités toulousaines (policiers, magistrats et hommes politiques) en échange de ses services (fourniture de drogue et de prostituées) pour leurs soirées sadomasochistes.
- Attentat-suicide contre un bâtiment administratif à Znamenskoe, au nord de Grozny en Tchétchénie : 59 morts. Nouvel attentat le 14 : 15 morts.
- Trois attentats-suicide, par neuf kamikazes, dans les quartiers résidentiels de Riyad où résident de nombreux occidentaux. À la veille de l'arrivée du secrétaire d'État américain Colin Powell, ces attentats meurtriers sont attribués à Al-Qaida et font 34 morts (dont 8 américains), plus les 9 kamikazes.

## Mardi13 mai 2003
- En France, « Journée nationale de défense des retraites » qui voit défiler entre 1 et 2 millions de manifestants.
- Libération de 17 otages européens sur les 32 retenus dans le Sahara depuis les mois de février-mars.

## Mercredi14 mai 2003
- Du 14 au 25 mai, 56e festival de Cannes, dont le jury est présidé par le réalisateur français Patrice Chéreau. La palme d'or est attribuée au film américain Elephant de Gus Van Sant.
- Visite du secrétaire d'État américain Colin Powell à Moscou pour s'entretenir avec le président Vladimir Poutine.
- Les sondages le donnant largement battu, le président Carlos Menem (24 % des voix), annonce son retrait du second tour des élections présidentielles en Argentine. Le candidat Néstor Kirchner, avec 22 % des voix au premier tour, est automatiquement proclamé élu et entrera en fonction le 25 mai.

## Jeudi15 mai 2003
- En France, après une nuit de négociation, le ministre François Fillon finit par rallier la CFDT et la CGC à son projet de réforme. Nouvelles grèves et manifestations les 19 et 25 mai.
- En pleine campagne générale anti-française des médias américains, l'ambassadeur de France Jean-David Levitte proteste dans une lettre au gouvernement américain contre une « campagne de désinformation qui vise à ternir l'image de la France ».
- Visite du secrétaire d'État américain Colin Powell à Berlin pour s'entretenir avec le chancelier Gerhard Schröder.
- L'« envoyé présidentiel en Irak » Paul Bremer annonce que sa priorité est de « débarrasser ce pays [...] des baassistes et des saddamistes ». Dès le 16, décret interdisant aux anciens cadres du Parti Baas, l'accès à tous « postes de décisions ou de responsabilités ».

## Vendredi16 mai 2003
- Du 16 au 18 mai, 17e congrès du PS français à Dijon (Côte-d'Or). Résolution exigeant le retrait du projet de réforme des retraites et des « mesures Ferry » sur l'Éducation nationale. Le 22, François Hollande est réélu premier secrétaire avec 84,74 % des voix. 19 fédérations sur 102 passent à l'opposition.
- Du 16 au 17 mai, en Slovaquie, référendum slovaque sur l'adhésion à l'Union européenne : 92,46 % de oui (52,15 % de votants).
- À Casablanca au Maroc, cinq attentats-suicide sont commis par 14 islamistes marocains, dont 8 appartiendraient au groupe islamiste interdit Assirat al-Moustaqim. Deux kamikazes ont survécu et sont arrêtés. 
  - Les 17 et 18, une trentaine d'arrestations sont faites dans les milieux islamistes.
  - Le 19, le ministre de l'Intérieur confirme une « connexion avec le terrorisme international ».
  - Le 25, grande manifestation contre le terrorisme.

## Samedi17 mai 2003
- Réunion des ministres des Finances des pays du G8, à Deauville.
  - La redéfinition du « dollar fort » faite le secrétaire américain au Trésor John Snow trahit combien les États-Unis, dont l'économie flirte avec la déflation, ont décidé de mettre cette politique entre parenthèses. Sa définition de la politique du dollar fort ne se limite pas à la seule valeur de la monnaie, mais au fait qu'il doit être à la fois un bon moyen d'échange, un bon placement, quelque chose que les gens veulent conserver et une monnaie reflétant les fondamentaux de l'offre et la demande de devises.
  - « Les États-Unis ont clairement indiqué qu'ils ne feraient aucun effort pour tenter de soutenir la monnaie », estime Robert Sinche, chef économiste du groupe Citibank.
  - « Snow a été parfaitement clair, la politique du dollar fort a été abandonnée, et cela durera tant que les marchés financiers américains ne seront pas gênés par la perspective d'un dollar plus faible », a ajouté John Lonski, chef économiste à Moody's Investors Services. John Snow a avalisé un processus revenant à exporter en Europe les velléités de déflation. « Un dollar plus faible devrait faire grimper les prix aux États-Unis, mais en Europe, cela aura l'effet inverse ».
  - Pour l'instant, les risques pour l'économie américaine sont, de l'avis des analystes, plutôt limités, puisque le principal inconvénient d'un tel affaiblissement de la monnaie serait un risque d'inflation, qui ne menace pas vraiment.
- Un couple de colons juifs est grièvement blessé à Hébron en Cisjordanie par deux Palestiniens.

## Dimanche18 mai 2003
- En France, dans le cadre de l'affaire Alègre, l'ancien maire de Toulouse, Dominique Baudis, actuel président du CSA, révèle que son nom est cité dans l'enquête, et dénonce une « effarante machination », qui serait selon lui due « aux milieux liés à l'industrie pornographique ».
  - Le même jour, une autre prostituée confirme les propos de la première.
  - Le 19, Dominique Baudis charge son avocat des poursuites en diffamation.
  - Le 22, les deux femmes confirment leurs propos devant les juges, et un prostitué, sous le pseudonyme de « Djamel », affirme qu'il y a eu des « morts ».
- Élections législatives en Belgique : victoire des libéraux (49 sièges) et des socialistes (48 sièges), Les Verts qui faisaient aussi partie de la coalition sortante s'effondrent (4 sièges), les sociaux chrétiens confirment leur baisse de 1999, progression en Flandres des populistes identitaires du Vlaams Blok (18 sièges).
- Le pape Jean-Paul II, lors de la messe de ses 83 ans, procède à quatre canonisations, en présence de plus de 50 000 fidèles.
- Deux attentats-suicide à Jérusalem : l'un dans un autobus (7 passagers tués), l'autre près d'un barrage de sécurité (seul le kamikaze est tué). Le premier ministre Ariel Sharon reporte sa visite prévue à Washington le 20 mai.
- Formule 1 : Grand Prix automobile d'Autriche.

## Lundi19 mai 2003
- Deux attentats-suicide : l'un dans la bande de Gaza (des soldats israéliens sont blessés) et l'autre à Afoula dans le nord d'Israël (3 israéliens tués).

## Mardi20 mai 2003
- En France, durcissement de la grève des enseignants vis-à-vis de la réforme vers une décentralisation de l'éducation, proposée par Luc Ferry et celle des retraites proposée par François Fillon.
- La République centrafricaine, par la voix de son nouveau président (le général François Bozizé), lance un « appel au secours » : « nous avons un besoin vital d'aide » et « il faut voler au secours de la République centrafricaine avant qu'il ne soit trop tard ».
- L'appréciation de l'euro face au dollar divise les Quinze. Ce jour-là, la monnaie européenne retrouve et dépasse son niveau de lancement sur les marchés mondiaux, soit 1 euro pour 1,17 dollar. Selon les « experts », l'appréciation de l'euro semble déconnectée de la réalité économique européenne et, de ce fait, plombe son économie.
- Toyota annonce la création de 500 emplois à Valenciennes. Contre toute attente, une étude de Toyota montre que l'usine de Valenciennes est la plus productive du groupe, pourtant implanté dans des pays à faibles coûts de main-d'œuvre.

## Mercredi21 mai 2003
- Du 21 au 24 mai, visite officielle du premier ministre Jean-Pierre Raffarin au Canada, dans la perspective du sommet du G8 à Évian.
- À Paris, le président Jacques Chirac, les ministres des Affaires étrangères Dominique de Villepin, Joschka Fischer et Igor Ivanov, annonce que la France, l'Allemagne et la Russie, voteront le projet de résolution américano-britannique sur l'Irak.

- Un tremblement de terre de magnitude 7,5 secoue à 18 h 44 GMT l'est d'Alger et le département voisin de Boumerdès en Algérie. Son épicentre est situé entre Thénia et Zemmouri et il fait plus de 2 200 morts et 10 000 blessés, notamment dans le département de Boumerdès et celui d'Alger. Des répliques ont lieu du 26 au 29. De nombreux pillages et assassinats se produisent.

## Jeudi22 mai 2003
- Le Conseil de sécurité des Nations unies vote la résolution 1483, présentée par les gouvernements des États-Unis et du Royaume-Uni, qui lève les sanctions contre l'Irak, entérine la prise de contrôle du pays, l'exploitation de ses ressources pétrolières par la principale puissance occupante dénommée « autorité ») et associe l'ONU à l'organisation et à la mise en place d'un processus politique devant déboucher sur des élections et sur la formation d'un gouvernement.
- À Bruxelles, ouverture du procès de 23 membres présumés appartenir au réseau terroriste Al-Qaïda et impliqués dans l'organisation et l'assassinat du Commandant Massoud en Afghanistan, le 9 septembre 2001.
- Du 22 au 23 mai, à Varsovie, réunion à huis clos des représentants d'une quinzaine de pays, pour organiser le déploiement d'une « force de stabilisation » entre Bagdad et Bassorah.

## Vendredi23 mai 2003
- En Irak :
  - Décret de l'administration provisoire de Paul Bremer démantelant l'armée et les anciens services de sécurité irakiens.
  - Le Brésilien Sérgio Vieira de Mello est nommé représentant spécial de l'ONU.

## Samedi24 mai 2003
- Du 24 au 25 mai, « journées nationales de l'autisme » en France. 100 000 personnes sont concernées dans ce pays.

## Dimanche25 mai 2003
- Première Journée internationale des enfants disparus peu après la disparition de Estelle Mouzin (9 janvier 2003).
- En France, manifestation rassemblant entre 350 000 (police) et 800 000 (syndicats) manifestants du service public et du service privé à Paris contre les projets de MM. François Fillon et Luc Ferry concernant l'augmentation de la durée des cotisations retraites et la décentralisation de la gestion des personnels de l'Éducation nationale (sauf enseignants).
- Aux élections municipales et régionales en Espagne, le Parti populaire du premier ministre José María Aznar l'emporte dans la majorité des grandes villes (avec une majorité absolue sur Madrid). Mais pour la première fois depuis 10 ans, les socialistes du PSOE l'emportent d'une courte tête en nombre de voix.
- Du 25 au 26 mai, élections locales partielles en Italie, lors desquelles l'opposition de centre-gauche regagne du terrain, notamment en emportant la province de Rome.
- Le Journal du dimanche révèle que le chef de la garde républicaine irakienne et cousin de Saddam Hussein, Maher Soufiane al-Tikriti, aurait donné l'ordre à ses troupes de ne pas défendre Bagdad contre le versement d'une très forte somme d'argent par les Américains.
- Israël-Palestine :
  - Le gouvernement israélien adopte sous conditions la « feuille de route » en posant comme préalable le retour à la sécurité et refuse le droit au retour des expulsés.
  - Visite au Proche-Orient du ministre français des Affaires étrangères Dominique de Villepin, où il est reçu à Jérusalem par son homologue israélien Silvan Shalom, alors que le premier ministre Ariel Sharon refuse de le recevoir. Le 26, il s'entretient à Ramallah avec Mahmoud Abbas et Yasser Arafat.
- Indy Racing League : la course des 500 miles d'Indianapolis est remportée par Gil de Ferran.

## Lundi26 mai 2003
- En France :
  - Dans l'affaire Alègre, les gendarmes disent déceler une imposture et mettent le prostitué « Djamel » en garde à vue.
  - Des producteurs de l'industrie pornographique s'insurgent contre l'accusation. Une campagne de messages d'internautes est organisée pour défendre les producteurs, comme en 2002, lorsqu'ils avaient été menacés par le projet de loi de Dominique Baudis et des associations familiales, qui visait à interdire « les scènes de pornographie et de violence gratuite ».
- Un tremblement de terre de magnitude 6,7 a lieu à 18 h 24 heure locale (9 h 24 UTC) au large de la grande métropole de Sendai au Japon. L'épicentre se situe à 60 km sous la surface du sol. Il est ressenti à Tokyo où les gratte-ciels vacillent.

## Mardi27 mai 2003
- En France, dans le cadre de l'affaire Alègre, le procureur de Toulouse annonce qu'il est mis en cause dans l'affaire. Il est remplacé le 28.
- Début du développement aux États-Unis d'une polémique sur la réalité de l'existence ou non, en Irak, d'armes de destruction massive.

## Mercredi28 mai 2003
- En France, adoption en Conseil des ministres du projet de réforme des retraites. Le 29, le gouvernement français décide le report à l'automne de son projet de réforme des universités.
- Le gouvernement saoudien annonce l'arrestation du chef présumé des trois attentats-suicides du 12 mai qui ont fait 43 morts.

## Jeudi29 mai 2003
- En France, premières manifestations des altermondialistes contre le sommet du G8 à Évian-les-Bains en Haute-Savoie.
- Visite à Bassorah en Irak du premier ministre britannique Tony Blair.
- Entretien entre le premier ministre israélien Ariel Sharon et le premier ministre palestinien Mahmoud Abbas.
- 50e anniversaire de la première ascension de l'Everest.

## Vendredi30 mai 2003
- Visite du président George W. Bush à Cracovie en Pologne.
- Entre 70 et 282 membres de la Ligue nationale pour la démocratie sont tués lors du massacre de Depayin, en Birmanie.

## Samedi31 mai 2003
- Vers 5 h, une éclipse annulaire de soleil est visible dans le quart nord-est de l'hexagone jusqu'à une ligne La Rochelle-Béziers au sud-ouest.
- Dernier vol commercial à Roissy du Concorde sous les couleurs d'Air France après 27 ans de service.

## Naissances
- 1er mai : Lizzy Greene, actrice américaine
- 3 mai : Anyme (Maxence Turlot), streameur français
- 4 mai : Filip Trpcevski, footballeur macédonien
- 5 mai : 
  - Carlos Alcaraz, joueur de tennis espagnol
  - Danny Leyva, joueur américain de soccer
  - Casper Widell, footballeur suédois
- 7 mai : 
  - Gabriel Norambuena, footballeur chilien
  - Tanguy Zoukrou, footballeur français
- 8 mai : Hassan du Maroc, membre de la famille royale marocaine
- 10 mai : Marcus Ferkranus, footballeur américain
- 16 mai : Otto Rosengren, footballeur suédois
- 17 mai : Andy Diouf, footballeur français
- 18 mai : Afaf Rakib, escrimeuse marocaine
- 19 mai : 
  - Gino Infantino, footballeur argentin
  - JoJo Siwa, danseuse américaine
- 22 mai : 
  - Kevin Mantilla, footballeur colombien
  - Ibrahim Sulemana, footballeur ghanéen
- 28 mai :
  - Valdemar Lund Jensen, footballeur danois
  - Emma Patry, joueuse de softbbal et de baseball française
- 30 mai : Joey Dawson, footballeur anglais
- 31 mai : Lei Peifan, joueur de snooker chinois

## Décès
- 15 mai : Agha Mehdiyev, paysagiste et portraitiste azerbaïdjanais (° 21 mars 1920).
- 23 mai : Jean Yanne, comédien français, à l'âge de 69 ans.